# Thomas F. Tipton

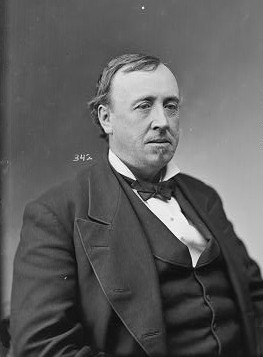
Thomas F. Tipton

Thomas Foster Tipton (* 29. August 1833 bei Harrisburg, Franklin County, Ohio; † 7. Februar 1904 in Bloomington, Illinois) war ein US-amerikanischer Jurist und Politiker. Zwischen 1877 und 1879 vertrat er den Bundesstaat Illinois im US-Repräsentantenhaus.

## Werdegang
Thomas Tipton besuchte die öffentlichen Schulen seiner Heimat. Im Jahr 1843 zog er mit seinen Eltern in das McLean County in Illinois. Nach einem anschließenden Jurastudium und seiner 1854 erfolgten Zulassung als Rechtsanwalt begann er in diesem Beruf zu arbeiten. In den Jahren 1867 und 1868 war er Staatsanwalt im achten Gerichtsbezirk von Illinois. 1870 wurde er dort zum Bezirksrichter gewählt. Nach einer Neustrukturierung der Gerichtsbezirke in Illinois übte er sein Richteramt im 14. Distrikt aus. Gleichzeitig schlug er als Mitglied der Republikanischen Partei eine politische Laufbahn ein.
Bei den Kongresswahlen des Jahres 1876 wurde Tipton im 13. Wahlbezirk von Illinois in das US-Repräsentantenhaus in Washington, D.C. gewählt, wo er am 4. März 1877 die Nachfolge des späteren Vizepräsidenten Adlai Ewing Stevenson antrat. Da er im Jahr 1878 gegen Stevenson verlor, konnte er bis zum 3. März 1879 nur eine Legislaturperiode im Kongress absolvieren.
Zwischen 1891 und 1897 fungierte Thomas Tipton erneut als Bezirksrichter. Danach praktizierte er wieder als Anwalt. Er starb am 7. Februar 1904 in Bloomington, wo er auch beigesetzt wurde.